# Suspicions (film)
 (mars 2017).
Si vous disposez d'ouvrages ou d'articles de référence ou si vous connaissez des sites web de qualité traitant du thème abordé ici, merci de compléter l'article en donnant les références utiles à sa vérifiabilité et en les liant à la section « Notes et références ».
Pour les articles homonymes, voir Suspicion, Suspicions et Exposed.
Pour plus de détails, voir Fiche technique et Distribution.
Suspicions (Exposed) est un film américain sorti en 2016 aux États-Unis.

## Synopsis
Le détective Galban enquête sur le meurtre de son meilleur ami, ce dernier a laissé sur son appareil des photos prises d'une jeune fille sortant d'un club de nuit accompagnée par un ex-dealer.

## Fiche technique
- Titre original : Exposed
- Réalisation : Gee Malik Linton (sous le  pseudonyme Declan Dale)
- Scénario :  Gee Malik Linton
- Photographie : Trevor Forrest
- Montage : Melody London
- Musique : Carlos José Alvarez
- Production : Robin Gurland, Gee Malik Linton, Keannu Reeves, Randall Emmett et George Furla
- Sociétés de production : Emmett/Furla/Oasis Films, Fortitude International, PalmStar Media, Remark Films
- Sociétés de distribution : Lionsgate
- Pays d'origine :  États-Unis
- Langue originale : anglais
- Format : couleur
- Genre : Drame
- Durée : 102 minutes
- Dates de sortie : 
  -  États-Unis : 22 janvier 2016
  -  France : 5 novembre 2016 (directement en vidéo)

## Distribution
- Keanu Reeves (VF : Jean-Pierre Michaël) : Inspecteur Scott Galban
- Ana de Armas (VF : Claire Baradat) : Isabel De La Cruz
- Mira Sorvino : Janine Cullen
- Christopher McDonald : lieutenant Galway
- Gabriel Vargas : Manuel
- Sandy Tejada : Yesenia
- Ariel Pacheco : Naldo
- Ismael Cruz Cordova : Jose

Source et légende : version française (VF) sur RS Doublage.